# 301.
◄ | 3. stoljeće | 4. stoljeće | 5. stoljeće | ►
◄ | 270-ih | 280-ih | 290-ih | 300-ih | 310-ih | 320-ih | 330-ih | ►
◄◄ | ◄ | 298. | 299. | 300. | 301. | 302. | 303. | 304. | ► | ►►
Astronomija • Književnost • Kršćanstvo

## Događaji
- 3. rujna, klesar Marin s otoka Raba osniva San Marino

## Vanjske poveznice
|  | Zajednički poslužitelj ima još gradiva o temi 301. |